# Georgi Bradistilov
Georgi Delchev Bradistilov (em búlgaro:  Георги Делчев Брадистилов; 25 de outubro de 1904 – 18 de junho de 1977) foi um matemático búlgaro.

## Biografia
Em 1922 entrou na Universidade de Sófia para estudar física e matemática. Na década de 1930 estudou na Universidade de Paris e na Universidade de Munique. Foi um dos últimos estudantes a frequentar o curso de física teórica de Arnold Sommerfeld antes deste se aposentar. Obteve um doutorado em 1938, na Universidade de Munique, orientado por Oskar Perron.
Em 1966 foi eleito membro correspondente da Academia de Ciências da Bulgária.
As contribuições de Georgi Bradistilv para a matemática aplicada são relacionadas com equações diferenciais não-lineares e suas aplicações à mecânica e engenharia elétrica, ao potencial eletrostático e sistemas dinâmicos não lineares.

## Publicações selecionadas

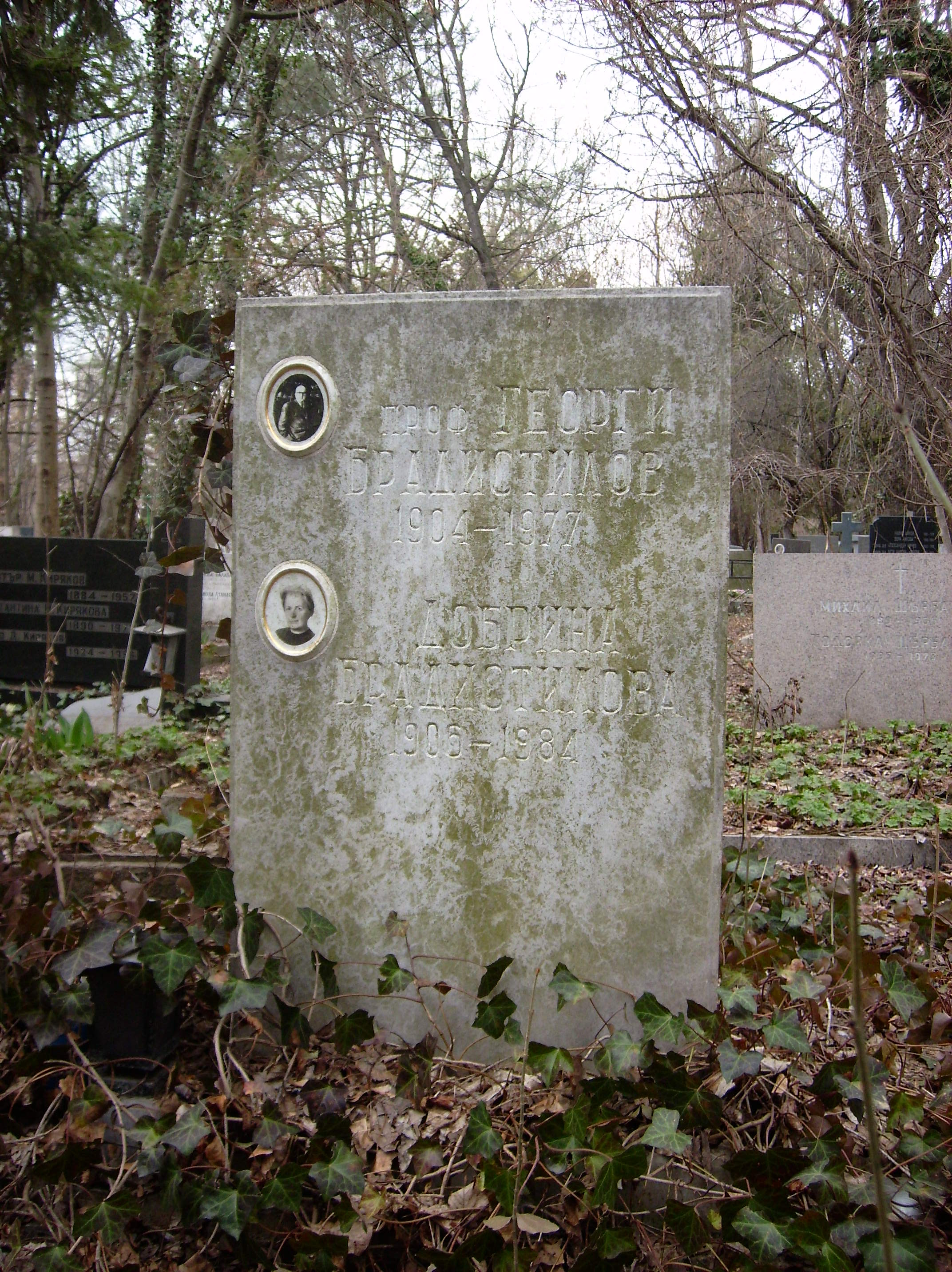
Sepultura de Georgi Bradistilov e sua mulhere Dobrina Bradistilova no Cemitério Central de Sófia

- Georgi Bradistilov (1938 ), Über periodische und asymptotische Lösungen beim n-fachen Pendel in der Ebene, Dissertation:	München, Naturwiss. Diss. v. 12. Dez. 1938.- (Nur in beschr. Anzahl f. d. Austausch).- Aus: Math. Annalen. Volume 116, H. 2.
- Georgi Bradistilov (1954), Higher Mathematics Vissha matematik.a Sofia: Dŭrzh. izd-vo "Nauka i izkustvo".